# Alanină
Alanine (Ala) denumită și acidul 2-aminopropanoic este un aminoacid neesențial, care se găsește sub forma a 2 izomeri: L-alanina și D-alanina. L-alanina este printre cei mai utilizați în sinteza proteinelor, în timp ce D-alanina a fost identificată în peretele celulelor bacteriene.